# Oligomyrmex corniger
Oligomyrmex corniger är en myrart som beskrevs av Auguste-Henri Forel 1902. Oligomyrmex corniger ingår i släktet Oligomyrmex och familjen myror. Inga underarter finns listade i Catalogue of Life.